# ファン・デル・ポール振動子

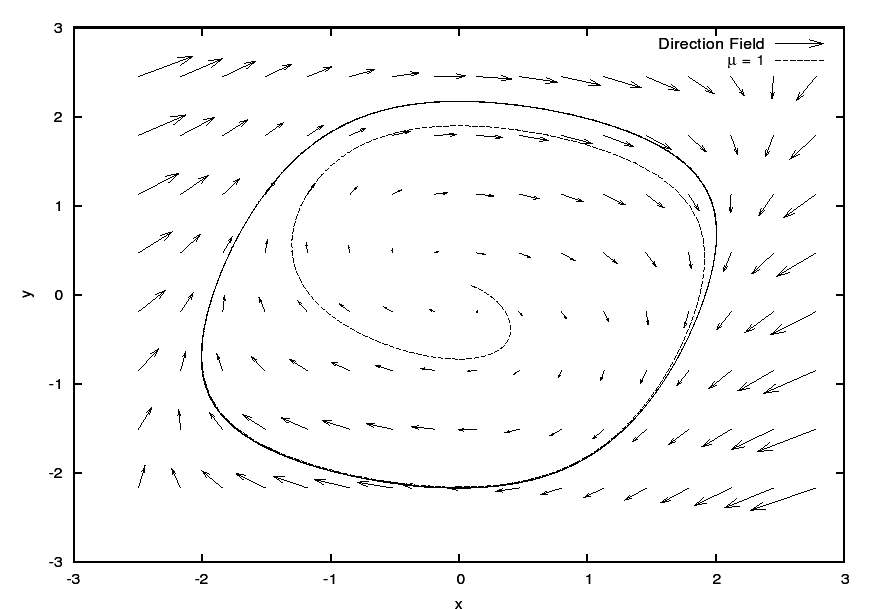
ファン・デル・ポール振動子の相図、リミットサイクルと方向場

ファン・デル・ポール振動子とは、非線形の減衰を受けた非保存系の振動子である。支配方程式は、ファン・デル・ポール方程式と呼ばれる次の式である。
{\displaystyle {d^{2}x \over dt^{2}}-\mu (1-x^{2}){dx \over dt}+x=0}
x は座標で、時間 t の関数となっている。μは非線形の減衰の強さを表すパラメーターである。 リエナールの定理から、リミットサイクルの存在を示すことができる。

## 歴史

弛緩振動

ファン・デル・ポール振動子は、オランダの電気工学者で物理学者でもあるバルタザル・ファン・デル・ポールにより提案された。彼は、真空管を使用した電気回路内に安定な振動を発見し、これを緩和振動と呼んだ。この振動は現在リミットサイクルとして知られており、この回路をリミットサイクルの近傍で動作させると回路は引き込み現象をおこす。ファン・デル・ポルと同僚のvan der Markは、1927年のネイチャー9月号にて、特定の動作周波数で不規則なノイズが聞こえると報告した。この不規則なノイズは常に引き込み周波数の近傍で聞かれた。これは決定論的カオスの最初の発見例のひとつである。
ファン・デル・ポル方程式は、物理学と生物学の分野で長い間使用されている。例えば、生物学では Fitzhughと南雲 は方程式を拡張し、神経細胞の活動電位に関するフィッツフュー-南雲モデルを構成した。また、地震学において断層のモデル化にも使用されている。